# Прыжки в воду на летней Универсиаде 2015 — синхронные прыжки с вышки, 10 метров (мужчины)
Соревнования по синхронным прыжкам с 10-метровой вышки среди мужчин на летней Универсиаде 2015 в Кванджу прошли 7 июля 2015 года. В соревнованиях приняло участие 10 спортсменов из 5 стран.

## Расписание соревнования
| Дата   | Время | Стадия |
| 7 июля | 15:30 | Финал  |
| ------ | ----- | ------ |

## Финал
| № | Команда                          | Баллы | Баллы | Баллы | Баллы | Баллы | Баллы | Баллы  |
| № | Команда                          | 1П    | 2П    | 3П    | 4П    | 5П    | 6П    | Итого  |
| - | -------------------------------- | ----- | ----- | ----- | ----- | ----- | ----- | ------ |
| 1 | Ван Аньци / Ван Яо               | 52,80 | 54,60 | 80,64 | 66,30 | 87,48 | 82,56 | 424,38 |
| 2 | Ким Джин Юн / Ким Ён Нам         | 51,60 | 45,00 | 70,20 | 72,00 | 77,76 | 86,40 | 402,96 |
| 3 | Егор Гальперин / Игорь Мялин     | 46,80 | 49,80 | 73,92 | 83,16 | 70,20 | 77,76 | 401,64 |
| 4 | Флориан Фандлер / Йоханнес Донай | 47,40 | 48,60 | 67,20 | 61,38 | 58,14 | 67,20 | 349,92 |
| 5 | Адитио Путра / Андриян Андриян   | 53,20 | 39,00 | 66,60 | 66,24 | 62,40 | 62,37 | 339,81 |